# Ямбулат-Пустошь
Ямбулат-Пустошь (тат. Ямбулат Пустыш) — деревня в Кукморском районе Республики Татарстан, в составе Ятмас-Дусаевского сельского поселения.

## Географическое положение
Ямбулат-Пустошь находится в северной части Татарстана, в верховье реки Мёша, в 32 км к юго-западу от районного центра, города Кукмора.

## История
Первоисточники упоминают о существовании деревни с 1625 года.
В сословном плане, в XVIII веке и вплоть до 1860-х годов, жителей деревни причисляли к государственным крестьянам.
По данным переписей, население деревни увеличивалось с 36 душ мужского пола в 1782 году до 246 человек в 1897 году. В последующие годы население деревни постепенно уменьшалась и в 2017 году составило 15 человек.
По сведениям из первоисточников, в начале XX столетия в деревне действовала мечеть.
Административно, до 1920 года деревня относилась к Мамадышскому уезду Казанской губернии, с 1920 года - к Мамадышскому кантону, с 1932 года (с перерывом) - к Кукморскому району Татарстана.

## Экономика и инфраструктура
В XVIII - XIX столетиях основными занятиями жителей деревни являлись земледелие, скотоводство.
С 1930 года в деревне действуют сельскохозяйственные коллективные предприятия, с 2006 года - сельскохозяйственные предприятия в форме ООО.